# Эгг-ан-дер-Гюнц
Эгг-ан-дер-Гюнц (нем. Egg an der Günz) — община в Германии, в земле Бавария. 
Подчиняется административному округу Швабия. Входит в состав района Нижний Алльгой. Подчиняется управлению Бабенхаузен.  Население составляет 1129 человек (на 31 декабря 2010 года). Занимает площадь 20,65 км².
Коммуна подразделяется на 3 сельских округа.